# Piotrowice (powiat puławski)
Piotrowice (dawniej Piotrowice Małe) – wieś w Polsce położona w województwie lubelskim, w powiecie puławskim, w gminie Nałęczów.
Wieś jest siedzibą rzymskokatolickiej parafii Miłosierdzia Bożego. Znajduje się tam szkoła podstawowa im. Adama Mickiewicza oraz gimnazjum.
Od 1935 prowadził tu gospodarstwo rolne senator RP Jan Łaszcz. W latach 1975–1998 miejscowość należała administracyjnie do województwa lubelskiego.
Wieś stanowi sołectwo gminy Nałęczów. Według Narodowego Spisu Powszechnego z roku 2011 wieś liczyła 741 mieszkańców.